# 日本協同組合連携機構
一般社団法人日本協同組合連携機構（にっぽんきょうどうくみあいれんけいきこう、英: Japan Co-operative Alliance、略称：JCA）とは、日本の協同組合の発展のために作られた協同組合の連携組織である。各種協同組合を横断する、わが国唯一の常設の法人組織である。

## 概要
各協同組合組織の連携を促進し、「協同組合の健全な発展」を図るとともに、「地域のよりよいくらし・仕事づくりへ貢献する」という２つのミッションを掲げて活動している。
JCAには、農協、生協、漁協、森林組合、労働者協同組合、労働金庫、信用金庫、信用組合、中小企業団体といった幅広い分野・業種にわたる協同組合及びその関係団体が加盟している。加盟する協同組合組織の組合員数の総計は、2022事業年度末現在で延べ約1億800万人（複数の協同組合に加入している場合は重複計上）に及ぶ。

## JCA発足の経過

### 日本協同組合連絡協議会（略称：JJC）
1956年、前身の日本協同組合連絡協議会（英：Japan Joint Committee of Co-operatives、略称：JJC、1956年-2018年）が全国農業協同組合中央会、日本生活協同組合連合会、全国漁業協同組合連合会を創立メンバーとして誕生。2018年現在、国際協同組合同盟（ICA）に加盟する各種協同組合の全国組織17団体により構成され、日本の各種協同組合相互の連携や海外協同組合との連携をすすめてきた。2018年4月に発足したJCAに活動を引き継ぎ、同年7月30日に解散した。

### 契機となった2012国際協同組合年
2012年の国際協同組合年では、日本協同組合連絡協議会（JJC）が中心となって、未加盟協同組合組織にも呼びかけ、2010年8月、2012国際協同組合年全国実行委員会を設立。
その目的は「国際協同組合年にあたり、協同組合の価値や協同組合が現代社会で果たしている役割等について広く国民に認知されるよう取組みを行うとともに、協同組合運動を促進させる取組みを行うこと」（全国実行委員会規約）とし、各種行事の開催、協同組合に関する広報などを実施してきた。
全国実行委員会は2013年5月に解散したが、日本協同組合連絡協議会（JJC）の枠組みを超えた協同組合間連携や協同組合外との連携を進めるための大きな契機となった。
連携を通じて、県域での東日本大震災からの復興に向けた実践や各協同組合組織の取り組みにかかる情報共有、マスコミやイベントを通じた情報発信、大学での協同組合論講座の新設、政府による協同組合に関する基本的な考え方と方針の提示等の成果が生まれた。その経験は、その後のJCA設立の大きな原動力となった。

### JCAの発足
2012国際協同組合年の4年後、2016年には「協同組合における共通の利益を形にする思想と実践」がユネスコ無形文化遺産に登録された。
また、経済がグローバル化する中で、貧富や機会の格差とその拡大、社会の分断や孤立などが国際的な課題となっており、貧困の根絶・雇用創出・社会的統合・持続可能な地域社会の創出等に向けて、協同組合の果たす役割が評価され、期待されるような世界的な流れが生まれてきた
。
こうした状況に鑑み、全国・地域で協同組合の連携を強化して地域の課題に取り組み、協同組合自らが地域で果たす役割や機能の可能性を広げいくため、わが国の協同組合を横断し、共通の価値を高める連携組織の整備・充実が必要であるとして、2018年に一般社団法人JC総研を母体に組織再編し、日本協同組合連絡協議会（JJC）の活動を引き継ぎ、一般社団法人日本協同組合連携機構へと移行した。

## JCAのミッション・ビジョン

### ミッション
各協同組合組織の連携を促進し、「協同組合の健全な発展」を図るとともに、「地域のよりよいくらし・仕事づくりへ貢献」するという２つのミッションを掲げている。

### 機能[8]
- 協同組合間連携等（推進・支援）
  - 地域・都道府県・全国での連携の支援機能
  - 行政・NPOなど他団体との連携
  - ICA等国際機関との連携・国際社会への情報発信機能
- 政策提言・広報（発信）
  - 協同組合に関する守る政策提言・渉外機能
  - 協同組合への理解や参加を促進する情報発信・広報機能
- 教育・研究（把握・共有・普及）
  - 組合員・協同組合役職員等への教育・研修機能
  - 大学寄付講座・義務教育の充実など一般への教育機能
  - 協同組合および協同組合に関連する調査・研究・データベース機能

### JCA2030ビジョン
2021年3月にJCA2030ビジョン『協同をひろげて、日本を変える―「学ぶ」と「つながる」プラットフォームとして―』を決定した。
JCA2030ビジョンに込められた理念の概要は以下のとおり。
- 協同組合らしく「人のつながり」を積み重ね、組合員・地域住民はもとより協同組合間連携のもと、地元企業・NPO・行政等多様な関係者とともにさまざまな地域課題の達成をめざす「協同のプラットフォーム」として、「協同をひろげる」ことをすすめていく。
- 複雑化・深刻化する地域課題に対して、「協同のプラットフォーム」として、プロセス重視でお互いにできるだけ助け合うことで皆の幸せの実現をめざし、成長・競争一辺倒とも言える今の社会を、持続可能な地域社会に変えていくことをめざしたい。
- そのために、「協同する」ということや「協同組合」について考え、どのような社会に変えたいのかを話しあう「学び」を出発点として、協同組合間はもとより、地域の多様な関係者と「つながる」ことで可能性を広げ、「協同のプラットフォーム」としての役割を果たしていく。

## 沿革
- 1952年（昭和27年）　「財団法人協同組合経営研究所」設立
- 1956年（昭和31年）　「日本協同組合連絡協議会」（略称：JJC）設立
- 1972年（昭和47年）　「社団法人農協電算機研究センター」設立（後の「社団法人ジェイエイシステム開発センター」）
- 1974年（昭和49年）
  - 1月　「社団法人地域社会計画センター」設立
  - 7月　「社団法人農協労働問題研究所」設立
- 2006年（平成18年）4月　社団法人ジェイエイシステム開発センター、社団法人農協労働問題研究所、社団法人地域社会計画センターを統合し「社団法人JA総合研究所」発足
- 2010年（平成22年）8月　2012国際協同組合年にむけて「2012国際協同組合年全国実行委員会」を設立
- 2011年（平成23年）1月　社団法人JA総合研究所と財団法人協同組合経営研究所が合併し「社団法人JC総研」発足
- 2012年（平成24年）　国連・国際協同組合年(英：International Year of Cooperatives、略称：IYC)
- 2013年（平成25年）
  - 4月　公益法人改革により社団法人JC総研から「一般社団法人JC総研」へ移行
  - 5月　2012国際協同組合年全国実行委員会が解散し、後継としてIYC記念全国協議会[10]が設立
- 2018年（平成30年）
  - 4月　一般社団法人JC総研の定款を変更し、「一般社団法人日本協同組合連携機構」（略称：JCA）が発足、これに伴いJJCの活動と一般社団法人JC総研の組織はJCAに移行
  - 7月　日本協同組合連絡協議会（JJC）解散
- 2018年（平成30年）9月　JCAは国際協同組合同盟（ICA）の正会員として加盟
- 2019年（令和元年）7月　IYC記念全国協議会[10]の活動はJCAへ引継
- 2021年（令和3年）3月　『JCA2030ビジョンおよび中期計画』[9]の策定
- 2024年（令和6年）7月　2025国際協同組合年（IYC2025）に向け、「2025国際協同組合年全国実行委員会」を設立
- 2025年（令和7年）　2回目の国連・国際協同組合年（IYC2025）、

## 主な加盟団体[11]
- 一般社団法人全国農業協同組合中央会
- 日本生活協同組合連合会
- 全国漁業協同組合連合会
- 全国森林組合連合会
- 日本労働者協同組合連合会
- 一般社団法人全国労働金庫協会
- 全国労働者共済生活協同組合連合会
- 全国農業協同組合連合会
- 全国共済農業協同組合連合会
- 農林中央金庫
- 一般社団法人家の光協会
- 株式会社日本農業新聞
- 全国厚生農業協同組合連合会
- 株式会社農協観光
- 日本文化厚生農業協同組合連合会
- 一般社団法人全国農林漁業団体共済会
- 全国大学生活協同組合連合会
- 日本医療福祉生活協同組合連合会
- 日本コープ共済生活協同組合連合会
- 一般社団法人全国信用金庫協会
- 一般社団法人全国信用組合中央協会
- 全国中小企業団体中央会
- 一般社団法人日本共済協会
- 労働者福祉中央協議会
- 生活クラブ事業連合生活協同組合連合会
- 共栄火災海上保険 株式会社
- ワーカーズ・コレクティブネットワークジャパン

このほか、地域の協同組合、都道府県域の協同組合中央会・連合会、関連団体などが加入している。会員数は568会員（2025年3月31日現在）